# Juliusz Jejde

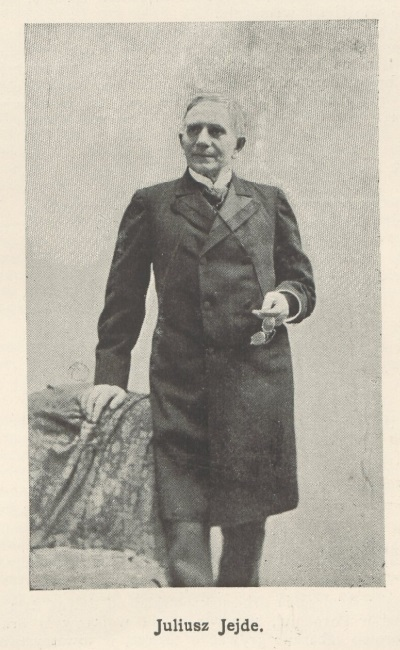
Juliusz Jejde w 1902 r.

Juliusz Jejde (ur. 18 września 1841 lub 1843 w Konstantynowie Łódzkim, zm. 13 maja 1908 w Krakowie) – polski aktor teatralny, śpiewak, organizator ruchu teatralnego, dziennikarz, uczestnik powstania styczniowego.

## Wczesne lata
W młodości pracował u kuśnierza i uczył się w wieczorowej szkole rzemieślniczej w Warszawie.

## Kariera teatralna
Debiutował w 1865 r. W 1866 został zaangażowany do Warszawskich Teatrów Rządowych początkowo jako chórzysta, a następnie jako aktor. Wkrótce zaczął występować w warszawskim Teatrze Rozmaitości. W 1870 lub 1871 r. zrezygnował z angażu w Warszawskich Teatrach Rządowych na rzecz teatrów prowincjonalnych. Występował w zespołach: Aleksandra Carmantranda (1872), Anastazego Trapszy (1872-1875, 1877-1897)  Karola Doroszyńskiego (1875), Bolesława Kremskiego i Hipolita Wójcickiego (1879), Władysława Antoniego Górskiego (sez. 1882/1883), Józefa Puchniewskiego (1883) oraz w warszawskich teatrach ogródkowych: "Orfeum", "Belle Vue", "Eldorado" i "Alhambra". Przez dwa sezony (1875/1876 oraz 1876/1877) występował w teatrze poznańskim. Od sezonu 1883/84 do końca życia był związany z teatrem krakowskim. W zespołach Anastazego Trapszy, Józefa Puchniewskiego oraz w okresie współpracy z teatrem poznańskim pełnił funkcję reżysera. Organizował również własny zespół teatralny wspólnie z Adamem Romanem Czartoryskim w Łodzi (1880), jednak z uwagi na żałobę dworską i nie wykończenie teatru Fryderyka Sellina zmuszony był zarzucić ten projekt. Przez krotki okres w 1904 r. był dyrektorem Teatru Ludowego w Krakowie. W okresie współpracy z teatrem krakowskim prowadził także zespół objeżdżający Małopolskę z przedstawieniem na motywach Krzyżaków.

## Role
Wystąpił m.in. w rolach: Poloniusza (Hamlet), Grzesia (Damy i huzary), Herszka (Karpaccy górale), Kalba (Intryga i miłość), Wiórka (Gałganduch czyli Trójka hultajska) i Antoniego (Wielki człowiek do małych interesów). Role operowe i operetkowe: Dziemba (Halka), Agamemnon (Piękna Helena), don Pedro de Hinoyosa (Perichola) i alkad Cristobal (Gaduły).

## Praca dziennikarska
Jako dziennikarz współpracował z pismami "Głos Narodu" oraz "Kurier Polski".

## Rodzina
Jego synami byli: dziennikarz Juliusz Irydiusz Jejde (1884-1944) oraz aktor Tadeusz Jejde (1886-1944).